# Spaniens Grand Prix 2002
Spaniens Grand Prix 2002 var det femte av 17 lopp ingående i formel 1-VM 2002.

## Resultat
1. Michael Schumacher, Ferrari, 10 poäng
2. Juan Pablo Montoya, Williams-BMW, 6
3. David Coulthard, McLaren-Mercedes, 4
4. Nick Heidfeld, Sauber-Petronas, 3
5. Felipe Massa, Sauber-Petronas, 2
6. Heinz-Harald Frentzen, Arrows-Cosworth, 1
7. Jacques Villeneuve, BAR-Honda
8. Allan McNish, Toyota
9. Mika Salo, Toyota
10. Jarno Trulli, Renault (varv 63, motor)
11. Ralf Schumacher, Williams-BMW (63, motor)
12. Jenson Button, Renault (60, hydraulik)

### Förare som bröt loppet
- Olivier Panis, BAR-Honda (varv 43, avgassystem)
- Eddie Irvine, Jaguar-Cosworth (41, hydraulik)
- Enrique Bernoldi, Arrows-Cosworth (40, hydraulik)
- Takuma Sato, Jordan-Honda (10, snurrade av)
- Giancarlo Fisichella, Jordan-Honda (5, hydraulik)
- Kimi Räikkönen, McLaren-Mercedes (4, bakvinge)
- Pedro de la Rosa, Jaguar-Cosworth (2, snurrade av)
- Rubens Barrichello, Ferrari (0, växellåda)

### Förare som ej kvalificerade sig
- Mark Webber, Minardi-Asiatech
- Alex Yoong, Minardi-Asiatech

## VM-ställning
| Förarmästerskapet 1. Michael Schumacher, Ferrari, 44 2. Juan Pablo Montoya, Williams-BMW, 23 3. Ralf Schumacher, Williams-BMW, 20 | Konstruktörsmästerskapet 1. Ferrari, 50 2. Williams-BMW, 43 3. McLaren-Mercedes, 13 |